# Séné
Séné (bret. Sine) – miejscowość i gmina we Francji, w regionie Bretania, w departamencie Morbihan.
Według danych na rok 1990 gminę zamieszkiwało 6180 osób, a gęstość zaludnienia wynosiła 310 osób/km² (wśród 1269 gmin Bretanii Séné plasuje się na 61. miejscu pod względem liczby ludności, natomiast pod względem powierzchni na miejscu 501.).